# 莱西市
莱西市，位于中国山东省山东半岛中部，由青岛市代管。莱西市为山东省肉类生产第三大、中国第十大县市。市人民政府駐水集街道北京中路105号。
莱西市系胶东半岛交通枢纽，境内青荣城际铁路、蓝烟铁路、龙青高速、同三高速纵贯南北，潍莱高速、潍莱高铁及莱荣高铁（在建）横穿东西，境内有大沽河、小沽河、洙河等61条河流，拥有总库容4.02亿立方米的产芝水库和总面积25平方公里的姜山湿地，大沽河贯穿莱西全境。wxr的母校

## 地理
地势自北向南逐步倾斜，形成丘陵、平原、洼地为一体的综合性地形。平均海拔65米。烟河流经市境南北。

## 行政区划
现辖3个街道，8个镇，1个开发区。
水集街道、望城街道、沽河街道、姜山镇、夏格庄镇、院上镇、日庄镇、南墅镇、河头店镇、店埠镇和马连庄镇。

## 交通
- 莱西南站（蓝烟线）、莱西站（青荣城际线、潍莱高速线、莱荣高速线）、夏格庄站（青荣城际线）。
- 204国道、 309国道、 荣潍高速、 龙青高速、 沈海高速等均过境。

## 历史
夏商之际为莱夷地，汉代设邹卢县。北魏属长广县地。隋置卢乡县，唐并入昌阳县。五代昌阳县更名为莱阳县。1941年析莱阳县西部置莱西县。1990年撤县设市。

## 人口
根据第七次全国人口普查数据，截至2020年11月1日零时，莱西市常住人口720103人。

## 气候
全市年平均气温11℃，降水量699毫米。

## 经济
境内石墨储量较大，品位较高，是中国最主要的石墨产地和出口地之一。农产品以花生、水果、蔬菜为主。其中花生的总产量位居中国第二位。奶牛养殖规模较大。该市多次入选全国综合实力百强县(市)，并以建设花园城市作为目标。

## 文化
境内古迹有龙山文化古遗址、西周古遗址、西汉古墓群，均列为市级文物保护单位。

## 友好合作关系城区（市）
| - 日本和歌山县葛城町 (1995年1月) - 庆尚南道金海市 (1997年8月) |

1. ↑  国务院第七次全国人口普查领导小组办公室. . 北京市: 中国统计出版社. 2022-07. ISBN 978-7-5037-9772-9. Wikidata Q130368174 （中文）.
2. ↑  . 中国·国家地名信息库.